# Обоє кращі (оповідання)
«Обоє кращі» (рос. Оба лучше) — оповідання А. П. Чехова, вперше опубліковане у 1885 році.

## Історія публікації
Оповідання А. П. Чехова «Обидва кращі» написане в 1885 році, вперше опубліковане в журналі «Осколки» (укр. Уламки), 1885, № 13 від 30 березня з підписом «А. Чехонте». Оповідання включено в перше видання «Строкатих оповідань» (рос. Пестрые рассказы).
Після виходу матеріалу друком критика виділила оповідання, як одне з кращих у збірці.

## Сюжет
Оповідання написане від першої особи. Молодята після весілля роблять візити. Чоловік вважав, що не слід було б «зовсім не їхати до моїх знайомих, але не поїхати означало б накликати на себе безліч нарікань і неприємностей». У його дружини в списку знайомих були «полковниці, генеральші, баронеса Шепплінг (через два „п“), граф Дерзай-Чертовщинов і ціла купа інститутських подруг-аристократок; з мого боку було одне суцільне моветонство: дядечко, відставний тюремний доглядач, кузина, що утримує модну майстерню, чиновники-товариші по службі — всі гіркі п'яниці і гультяї, жоден з яких не був вищим від титулярного, купець Плювков та ін.»
У ході візиту до дядька чоловіка, людини старовинного роду, Пупкіна, той засоромився свого вигляду і втік з кімнати. Безлад у будинку і розповіді дядька збентежили молодят. Чоловік почувався знищеним і обпльованим.
Перед наступним візитом до баронеси Шепплінг, знайомої дружини, та розповіла чоловікові про її немічність і що баронеса неодмінно попросить у нього в борг.
Чоловіка заспокоїло, що і з боку дружини є знайомі, від яких можна червоніти. Він подумав, що даремно відмовився від солонини дядька, згадав, що у його знайомого Плювкова подають хороший коньяк, порося з хроном і звелів візникові їхати до нього.